# Abuso religioso
El abuso religioso es un tipo de abuso ejercido a través de la religión, que puede incluir acoso, humillación, abuso espiritual o violencia religiosa. También puede implicar el uso indebido de la religión con fines egoístas, seculares o ideológicos, como el abuso de una posición de poder.
El abuso religioso puede ser perpetrado por líderes religiosos u otros miembros de una comunidad de fe y puede ocurrir en cualquier religión o tradición religiosa. Algunos ejemplos incluyen el uso de enseñanzas religiosas para justificar el abuso, la imposición de reglas y prácticas religiosas estrictas que resultan dañinas, la vergüenza o el ostracismo hacia quienes no se ajustan a las normas religiosas, la manipulación o el control a través de la autoridad religiosa y la negación de atención médica u otras necesidades básicas en nombre de la religión.
Este tipo de abuso puede tener efectos graves y duraderos en individuos y comunidades, incluyendo trauma psicológico, angustia emocional, pérdida de fe e incluso daño físico. Es fundamental que tanto las personas como las comunidades religiosas reconozcan los signos del abuso religioso y tomen medidas para prevenirlo.

## Abuso psicológico
Un significado específico del término «abuso religioso» se refiere a la manipulación psicológica y el daño infligido a una persona utilizando la enseñanza de doctrinas de la religión que practique esa persona. Esta manipulación la perpetran miembros de la misma fe o similar, e incluye el uso de una posición de autoridad sobre la víctima dentro de esa religión. Se dirige habitualmente contra niños y adultos vulnerables, y las motivaciones tras este abuso varían, pero pueden ser tanto bienintencionadas como maliciosas.
Incluso los abusos religiosos bienintencionados pueden tener consecuencias psicológicas a largo plazo. Causar un intenso miedo a la víctima puede inducirle a desarrollar una fobia específica sobre el tema contra el que le previnieron o una depresión prolongada, y es posible que acabe sufriendo un tenaz sentimiento de vergüenza que persiste incluso cuando crece o deja la iglesia. También puede manipularse a la víctima para que evite acciones beneficiosas (como tratamientos médicos) o para que tenga un comportamiento dañino.

### Dentro de las congregaciones
En su libro «Abuso religioso», el pastor Keith Wright describe un ejemplo de estos abusos. Cuando era un niño, su madre, perteneciente a la Iglesia de la Ciencia Cristiana, enfermó gravemente y tuvo que someterse a tratamiento en un centro hospitalario. Varios miembros de su Iglesia se presentaron en el hospital y la convencieron de que suspendiera el tratamiento y abandonara el centro sanitario, confiando su curación a la oración y a los métodos curativos de la Iglesia de la Ciencia Cristiana. Poco después murió. Aunque los miembros de la iglesia quizá no tuvieron intenciones maliciosas, su equivocada interpretación de las enseñanzas religiosas para manipular a la madre de Wright fue la responsable de su muerte.

### Contra niños
El abuso psicológico de niños basado en la religión es una creciente área de interés en la comunidad psicológica y sociológica. Puede ejecutarse utilizando la enseñanza para subyugar a los niños por medio del temor, o imponer un fuerte adoctrinamiento, de forma que al niño solo se le enseñan las creencias o puntos de vista de su secta en concreto (o incluso el de sus cuidadores) y cualquier otra perspectiva se suprime o se oculta. Las creencias se imparten como verdad absoluta, sin que haya forma alguna de cuestionarlas. La psicóloga Jill Mytton lo describe como la destrucción de cualquier oportunidad de que el niño se forme su propio sistema personal de moral y creencias, convirtiéndolo en alguien dependiente de su sistema religioso o de sus padres. Estos niños nunca aprenden a reflexionar críticamente sobre la información que reciben. El uso del miedo y de un entorno moralizante (como el concepto de infierno) para controlar al niño puede ser traumático.

## Abusos físicos
La violencia contra los niños basada en la fe dentro de una secta religiosa se ha convertido en un área de interés y preocupación crecientes. Este tipo de maltrato toma a menudo la forma de palizas, confinamiento ilegal, trato negligente, asfixia o incluso asesinato, por la creencia de que el niño está poseído por Satán o por espíritus malignos, que practica la brujería o la magia negra, o que ha cometido algún tipo de pecado que exige tal castigo. En 2012, el Departamento de Niños, Escuelas y Familias del Reino Unido emprendió un nuevo plan de acciones para investigar y tratar el problema de los maltratos basados en la fe, después de que varios asesinatos de este tipo alcanzaran bastante notoriedad, como el de Kristy Bamu. En un periodo de 10 años, Scotland Yard ha realizado 83 investigaciones por maltratos relacionados con la fe, y se teme que haya aún más que no han sido denunciados.

## Violencia religiosa
El extremismo y la violencia religiosa (también llamada «violencia comunal») es un término que se refiere a cualquier fenómeno en el que la religión, en cualquiera de sus formas, es el sujeto o el objeto de un comportamiento violento colectivo o individual.

### Sacrificio humano
La arqueología ha descubierto evidencias físicas de sacrificios de niños, es decir, asesinato ritual de niños con el fin de complacer a seres sobrenaturales en distintos lugares. Algunos de los ejemplos más evidentes son los ritos que se practicaban en Mesoamérica y el Imperio Inca. Numerosos defensores de los derechos de los niños, como Alice Miller, Lloyd deMause y el psicólogo Robert Godwin, han escrito sobre los sacrificios en las culturas precolombinas en el marco del maltrato infantil.
Plutarco (ca. 46-120 d. C.) menciona la quema ritual de niños pequeños en Cartago, al igual que Tertuliano, Orosio, Diodoro Sículo y Filón, mientras que Tito Livio y Polibio no lo mencionan. La Biblia también habla de lo que parecen ser sacrificios infantiles practicados por los cananeos y por algunos israelitas en un lugar llamado tofet («lugar para asar»).
En Hawái, en épocas antiguas, se arrojaban niños a los tiburones.
Las víctimas de sacrificios eran a menudo bebés. «El asesinato de bebés recién nacidos puede considerarse un suceso común en muchas culturas» incluyendo «los esquimales, los polinesios, el antiguo Egipto, el pueblo chino, los escandinavos, africanos, los indígenas de América y hasta épocas relativamente recientes, los aborígenes australianos.

### Ritos de iniciación
La deformación craneal artificial está documentada en la historia escrita y data de 45 000 años a. C., como prueban dos cráneos neandertales encontrados en la Cueva de Shanidar (Irak). Solía iniciarse justo después del nacimiento y se mantenía durante unos dos años hasta que se conseguía la forma deseada. Esta práctica podría haber desempeñado un papel esencial en las sociedades egipcia y maya.
En China se castraba a algunos niños, cortándoles el pene y el escroto. Los antropólogos han descrito otros actos rituales. Géza Róheim escribió sobre rituales de iniciación realizados por los nativos australianos, en los que se obligaba a los adolescentes a beber sangre. Las violaciones rituales, en las que se forzaba a jóvenes vírgenes, formaban parte de las prácticas del chamanismo.

### Prácticas modernas
En algunos rituales tribales de Papúa Nueva Guinea, un anciano «toma un afilado bastón de caña y lo clava profundamente en las fosas nasales del joven hasta que este sangra profusamente en un arroyo, acto saludado por fuertes gritos de guerra». Más tarde, cuando los chicos se inician en la edad adulta, se espera que realicen una felación a los ancianos. «No todos los iniciados participan en esta actividad ceremonial homosexual, pero en los siguientes cinco días, algunos tendrán que realizar varias felaciones».
La ablación genital femenina también se practica en contextos rituales el África subsahariana, en algunas regiones del Oriente Medio y en el Sudeste Asiático, aunque estos casos no siempre responden a rituales religiosos.

### Caza de brujas
El maltrato ritual puede llegar a que se acuse y golpee a niños por ser supuestamente brujos. En algunas zonas de África Central se culpa a menores por la enfermedad de un pariente. En Ghana se han deportado brujas a campos de refugiados, y en Angola se aísla y golpea a los niños «brujos».

### Explicaciones psicológicas
Un número minoritario de académicos suscriben una escuela de pensamiento llamada Psicohistoria, que atribuye los rituales abusivos a una proyección psicopatológica de los perpetradores, sobre todo en el caso de los padres.
Este modelo psicohistórico afirma que la crianza de los niños en ciertas sociedades tribales incluían el sacrificio de niños o altos índices de infanticidio, incesto, mutilaciones, tortura y violación de niños, y que esas prácticas eran culturalmente aceptables.

## Abuso espiritual
Estos son algunos casos de abuso espiritual:
- Maltrato emocional y psicológico con el objetivo de dominar y controlar de forma no natural a la víctima para que el perpetrador se enaltezca.
- Maltrato físico que puede incluir heridas y privación de alimentos.
- Abuso sexual;
- Cualquier acto de palabra o por escrito que degrade, humille o agravie la valía y dignidad de un ser humano.
- La sumisión a una autoridad espiritual sin derecho a discrepar; la intimidación
- El control irrazonable del derecho fundamental de una persona (libertad individual) a tomar sus propias decisiones (Libre albedrío, voluntad) en asuntos espirituales o naturales.
- La calumnia y las críticas repetidas que etiquetan negativamente a una persona como desobediente, rebelde, falta de fe, demonizada, apóstata, enemiga de la iglesia o de una deidad.
- Las acciones dirigidas a impedir o interferir en la práctica o el sistema de creencias de una persona.
- El aislamiento, separación, negación de derechos o alejamiento de la familia y los amigos externos al grupo debido al culto religioso, las creencias o la afiliación espiritual.
- Exclusividad y elitismo: rechazo de las críticas de personas ajenas partiendo de la base de que su valoración, opiniones y críticas no son válidas porque dicha persona no entiende o rechaza los matices poco ortodoxos del sistema de creencias del grupo o de su gurú. No es infrecuente que los críticos externos sean acusados de ser demonios o estar influenciados por el diablo.
- Esoterismo: retener información y darla solo a un pocos elegidos; intenciones y exigencias ocultas que solo se revelan a los miembros conforme van avanzando con éxito en las distintas etapas de «iluminación espiritual» que en realidad son doctrinas, prácticas y creencias no ortodoxas y sin demostrar.[33]
- Conformidad con prácticas, cultos o creencias no convencionales, ortodoxas ni probadas, y que a menudo resultan espiritual o incluso naturalmente peligrosas.
- Práctica del espiritualismo, misticismo u otras doctrinas y teologías no probadas ni ortodoxas.[33]
- Hostilidad y discriminación: rechazo social, agresión relacional, alienación parental o persecución.
- Ensalzamiento o deificación del liderazgo, exaltación del líder o líderes principales a la categoría de dioses dentro del grupo.[33]
- Explotación económica y esclavización de los fieles con exorbitantes exigencias de apoyo financiero («donaciones») para cubrir las necesidades financieras del grupo, que a menudo se dedican a mejorar el estilo de vida del líder muy por encima del de sus seguidores.[33]

### Historial
El término «abuso espiritual» fue probablemente acuñado a finales del siglo XX para referirse al supuesto abuso de autoridad por parte de líderes religiosos. No obstante, algunos historiadores y expertos lo dudan, citando textos anteriores de psicología e historia religiosa en los que ya aparece esta palabra.Lambert define el abuso espiritual como «un tipo de predominio psicológico que puede describirse como esclavitud religiosa. Además, considera que la «esclavitud religiosa» es producto de lo que la Biblia denomina brujería o magia.

### Características
Los investigadores definen un conjunto de características en el abuso espiritual.
Ronald Enroth, en su libro Churches That Abuse [Iglesias que abusan], identifica cinco categorías:
1. Autoridad y poder. Los grupos abusivos distorsionan el concepto de autoridad espiritual. El abuso surge cuando los líderes de un grupo se arrogan poder y autoridad que no van acompañados de la obligación de rendir cuentas, y niegan la capacidad de discutir o cuestionar las decisiones que toman. Esta característica implica pasar del respeto general por el que ostenta un cargo a la sumisión leal de los miembros sin derecho alguno a disentir.
2. Manipulación y control. Los grupos abusivos se caracterizan por dinámicas sociales en las que se utilizan rutinariamente el miedo, la culpa y las amenazas para producir una obediencia incondicional y la conformidad del grupo, y se realizan severas pruebas de lealtad hacia los líderes ante todo el grupo. Los conceptos bíblicos de las relaciones entre líder y discípulo tienden a convertirse en una jerarquía en la que las decisiones del líder usurpan y controlan el derecho o la capacidad de discípulo para tomar decisiones en temas espirituales e incluso en rutinas diarias, como el tipo de empleo, dieta o ropa que se permiten.
3. Elitismo y persecución. Los grupos abusivos se definen como únicos, y tienen una fuerte tendencia organizativa a separarse de otros organismos e instituciones. El dinamismo social del grupo implica ser independiente o aislarse, disminuyendo las posibilidades de corrección o reflexión interna. Se rechazan las críticas y evaluaciones externas, considerándolas intentos perturbadores de gente malvada que desea estorbar o hacer daño.
4. Estilo de vida y experiencia. Los grupos abusivos alimentan una rigidez de comportamiento y de creencias que exige una conformidad inquebrantable con los ideales y las costumbres sociales del grupo.
5. Disidencia y disciplina. Los grupos abusivos tienden a suprimir cualquier tipo de desafío y disidencia sobre las decisiones tomadas por los líderes. Algunas de las acciones disciplinarias son: humillaciones emocionales y físicas, privaciones y violencia física, castigos implacables y crueles.

Agnes y John Lawless argumentan en The Drift into Deception Deriva hacia el engaño que hay ocho características del abuso espiritual, y algunas de ellas se solapan con los criterios de Enroth. Esta es la lista de las ocho marcas del abuso espiritual según Lawless:
1. Carisma y soberbia
2. Cólera e intimidación
3. Avaricia y fraude
4. Inmoralidad
5. Estructura autoritaria esclavizante
6. Exclusividad
7. Exigencia de lealtad y honores
8. Nuevas revelaciones

El autor de Charismatic Captivation (‘Fascinación Carismática’) esquematiza «33 signos de abuso espiritual» en un comentario publicado en la web del libro, entre ellos:
1. Apoteosis o deificación de facto del líder o líderes, que los exalta a un estatus similar al de un dios por encima del grupo, a menudo hasta el punto que estos líderes se convierten en «mediadores» entre los humanos y Dios
2. Autoridad absoluta de los líderes
3. Abuso generalizado de la autoridad en los tratos personales con los miembros para forzar la sumisión
4. Paranoia, exorbitante egocentrismo o narcisismo e inseguridad por parte de los líderes
5. Abuso y excesiva incidencia de la «disciplina de la iglesia», sobre todo en temas que no se mencionan expresamente en la Biblia como casos de disciplina de iglesia
6. Obsesión por mantener la imagen «pública» del ministerio y represión de todos los críticos
7. Adoctrinamiento constante con una mentalidad de «grupo» o «familia» que empuja a los miembros a exaltar la vida y los objetivos corporativos del grupo religioso sobre los objetivos, vocaciones y relaciones personales
8. Los miembros están psicológicamente traumatizados, aterrorizados y adoctrinados con numerosos miedos y fobias dirigidos a mantener su inseguridad y excesiva dependencia de sus líderes y del grupo corporativo
9. Se exige de los miembros que obtengan la aprobación o el aval de los líderes en cualquier decisión relacionada con asuntos personales
10. Prédicas frecuentes desde el púlpito en las que se repite que no hay que dejar la «cobertura espiritual» abandonando el grupo o la iglesia o desobedeciendo los dictados y exigencias de los líderes
11. Los miembros que se marchan sin el permiso y la bendición de los líderes dejan el grupo bajo la sombra de la sospecha, la vergüenza y la calumnia
12. Los miembros desertores o excluidos suelen sufrir distintos problemas psicológicos y muestran los clásicos síntomas asociados con el trastorno por estrés postraumático (TEPT).

Respecto a estos signos y síntomas de abuso espiritual, Lamber resume el problema:
«La verdadera tarea de los pastores humanos es conducir a la gente hacia el Gran Pastor, Jesucristo, y enseñarle cómo ser sus discípulos, en sumisión a Él y a Su Autoridad. En lugar de esto, los líderes excesivamente autoritarios conducen a las personas hacia ellos mismos, y los adoctrinan para que sean sus propios seguidores, totalmente sumisos a ellos y a su autoridad. En esencia, estos pastores dominantes enseñan que ellos son, de hecho, señores, maestros y salvadores en vez de Cristo. Adoctrinan a los miembros para que crean que los líderes espirituales de la iglesia son el «paraguas espiritual» del grupo (concepto totalmente falso y claramente contrario a la Biblia), y que cualquier miembro que abandone la iglesia quedará «fuera de su protección», no tendrá defensa alguna y estará, como ellos dicen, «desamparado», y como resultado experimentará terribles maldiciones y otras espantosas consecuencias. Del púlpito llegan a menudo «historias de miedo» sobre lo sucedido a esta o aquella persona o familia, que perdieron su espiritualidad o se rebelaron hasta el punto de dejar el grupo sin la bendición y la aprobación de su «autoridad espiritual».
En estos grupos, la «autoridad» de los pastores es absoluta, sacrosanta e inviolable, es decir, que no se le puede pedir responsabilidad alguna. Cualquier conato de algo que no sea una obediencia ciega e incondicional a los deseos y la guía de los líderes de la iglesia se considera rebelión e insubordinación, y no se tolera en absoluto. Los miembros viven bajo la constante amenaza de ser señalados con la letra escarlata «R» de «rebelde», que se les denuncie y avergüence abiertamente desde el (intimidante) púlpito, y consecuentemente, la «comunidad de la alianza» (iglesia) les rehúya por no ser capaces de cumplir las expectativas y reglas no escritas ni expresadas que establecen los líderes. Un opresivo sistema de aprobación y promoción basado en las obras mantiene a los miembros en constante temor y agitación interna mientras superan todos los obstáculos que los supervisores ponen ante ellos, en un intento de conseguir la aprobación y el favor de los líderes».

### Investigaciones y ejemplos
El equipo de investigadores de Flavil Yeakley ha realizado pruebas sobre el terreno a miembros de la Iglesia de Cristo de Boston utilizando el Indicador Myers-Briggs. En el Dilema del Discípulo Yeakley informa de que los miembros examinados «mostraron un alto nivel de cambio en las puntuaciones de tipos psicológicos» con un «claro patrón de convergencia en un solo tipo». Los mismos tests se realizaron en cinco importantes denominaciones cristianas y en seis grupos popularmente designados como cultos o sectas manipulativas. Los resultados de las pruebas de Yeakley mostraron que el patrón de la Iglesia de Boston «no se encontró en otras Iglesias de Cristo o entre los miembros de las cinco denominaciones, pero sí apareció en los estudios de las seis sectas manipulativas». La investigación no demostró que la Iglesia de Boston estuviera «atrayendo gente con una necesidad psicológica de altos niveles de control», pero Yeakley concluyó que «están produciendo conformidad en un tipo psicológico» que considera «no natural, dañino y peligroso».

## Otras lecturas (en inglés)
- Massi, Jeri, The Lambs Workbook: Recovering from Church Abuse, Clergy Abuse, Spiritual Abuse, and the Legalism of Christian Fundamentalism (2008)
- O'Brien, Rosaleen Church Abuse, Drugs and E.C.T. (2009)

- Esta obra contiene una traducción  derivada de «Religious abuse» de Wikipedia en inglés, publicada por sus editores bajo la Licencia de documentación libre de GNU y la Licencia Creative Commons Atribución-CompartirIgual 4.0 Internacional.

- Datos: Q6492249